# Aderus mutalus
Aderus mutalus é uma espécie de inseto besouro da família Aderidae. Foi descrita cientificamente por Maurice Pic em 1922.